# Akruks
Akruks ili α Krusis (latinizovano do Alfa Krusis, skraćeno Alfa Kru, α Kru) jeste višestruki zvezdani sistem udaljen 321 svetlosnih godina od Sunca u sazvežđu Južni krst i deo istoimenog asterizma. Sa kombinovanom vidljivom magnitudom od +0.76, to je najsvetliji objekat u Južnom krstu i 13. najsvetlija zvezda na noćnom nebu. To je najjužnija zvezda prve magnitude, 2,3 stepena južnije od Alfa Kentaurija.
Gledano golim okom Akruks se pojavljuje kao jedna zvezda, ali u stvarnosti je to višestruki zvezdan sistem koji sadrži šest komponenti. Posmatrano kroz optičke teleskope Akruks se pojavljuje kao trostruka zvezda, čije su dve najsjajnije komponente vizuelno razdvojene oko 4 lučne sekunde i poznate su kao Akruks A i Akruks B, α1 Krusis i α2 Krusis, ili α Krusis A i α Krusis B. Obe komponente su zvezde tipa B, i mnogostruko su masnije i blistavije od Sunca. Sam α1 Krusis je spektroskopski binar sa komponentama označenim sa α Krusis Aa (zvanično nazvan Akruks, što je istorijski naziv celog sistema) i α Krusis Ab. Njegove dvokomponentne zvezde opisuju orbitu svakih 76 dana na rastojanju od oko 1 astronomske jedinice (AU). Akruks C je udaljenija prateća zvezda, koja formira trostruku zvezdu gledano kroz male teleskope.

## Nomenklatura
α Crucis (latinizirano u Alfa krst) je Bajerova oznaka sistema; α1 i α2 Crucis su dve od njegovih glavnih komponenti zvezda. Oznake ova dva konstituenta kao Acrux A i Acrux B i komponenti Acrux Aa i Acrux Ab, proizilaze iz konvencije koju koristi Vašingtonski katalog višestrukosti (WMC) za sisteme više zvezda, a koji je usvojila Međunarodna astronomska unija (IAU).
Istorijski naziv Acrux za α1 Crucis je „amerikanizam“ skovan u 19. veku, ali je u opštu upotrebu ušao tek sredinom 20. veka. Godne 2016, Međunarodna astronomska unija je organizovala Radnu grupu za imena zvezda (WGSN) za katalogizaciju i standardizaciju imena zvezda. WGSN navodi da u slučaju više zvezda, ime treba razumeti kao pripisano najsjajnijoj komponenti po vizuelnoj sjajnosti. WGSN je odobrio ime Acrux za zvezdu Acrux Aa 20. jula 2016. i sada je tako uneto u IAU Katalog imena zvezda.
Pošto je Acrux na -63° deklinacije, što ga čini najjužnijom zvezdom prve magnitude, vidljiv je samo južno od geografske širine 27° severno. Jedva se uzdiže iz gradova kao što su Majami, Sjedinjene Države, ili Karači u Pakistanu (oba oko 25°N), a uopšte ne iz Nju Orleansa u Sjedinjenim Državama ili Kaira u Egiptu (oba oko 30°N). Zbog aksijalne precesije Zemlje, zvezda je bila vidljiva drevnim hinduističkim astronomima u Indiji koji su je nazvali Tri-šanku. Takođe je bila vidljiva starim Rimljanima i Grcima, koji su je smatrali delom sazvežđa Kentaura.
Na kineskom, 十字架 (Shí Zì Jià, „Krst“), odnosi se na asterizam koji se sastoji od Akruksa, Mimose, 十字架二 (Shí Zì Jià èr, „Druga zvezda krsta“).
Ova zvezda je poznata kao Estrela de Magalhães („Magelanova zvezda“) na portugalskom.

## Literatura
- Levy, David H. (2005), Deep Sky Objects, Prometheus Books, ISBN 1-59102-361-0
- Pasachoff, Jay M. (2006), A Field Guide to the Stars and Planets, Houghton Mifflin
- Ridpath, Ian; Tirion, Wil (2017), Stars and Planets Guide, Princeton University Press, ISBN 9780691177885
- Staal, Julius D. W. (1988), The New Patterns in the Sky: Myths and Legends of the Stars, McDonald and Woodward Publishing Company, ISBN 0939923041
- Velt, Kik (1990), Stars Over Tonga, 'Atenisi University
- „southern cross stars”. osipssausar.in. Архивирано из оригинала 2021-02-13. г. Приступљено 2021-02-02.
- Tselentis, Chris (2017-03-22). „To the Land of Dreams: Crux”. To the Land of Dreams. Приступљено 2021-02-02.
- Clegg, Andrew (1986). „Some Aspects of Tswana Cosmology”. Botswana Notes and Records. 18: 33—37. JSTOR 40979758.
- Pasachoff, J. M.; Menzel, D. H.; Tirion, W. (1992).  R. T. Petarson, ур. A Field Guide to the Stars and Planets. The Peterson Field Guide Series. 15 (3 изд.). New York: Houghton Mifflin Company. стр. 144. ISBN 0395537649.
- Walker, J. J. (22. 12. 1881). „Dante and the Southern Cross”. Nature. 25 (636): 173. S2CID 4064727. doi:10.1038/025217b0 .
- Dante Alighieri (2003-05-27). The Divine Comedy. ISBN 9781101117996.